# Zygmunt Ajdukiewicz

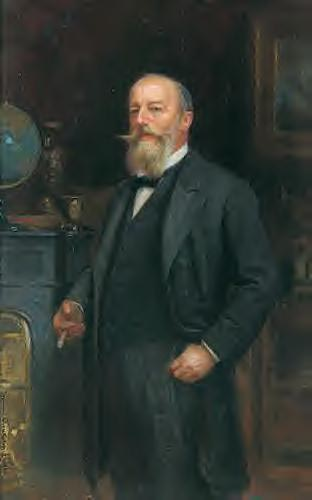
Zygmunt Ajdukiewicz.

Zygmunt Ajdukiewicz (Witkowice, 1861-Viena, 1917) fue un pintor polaco de cuadros históricos primo hermano de Tadeusz Ajdukiewicz. 
De 1880 a 1882, estudió pintura en las academias de Viena y Múnich. En 1885, se instaló definitivamente en Viena donde se hace pintor de la corte. Ilustró Diluvio, novela de Henryk Sienkiewicz.
- Datos: Q245311
- Multimedia: Zygmunt Ajdukiewicz / Q245311